# Plácido (1961)
Plácido ist eine spanische schwarze Komödie aus dem Jahr 1960 unter der Regie von Luis García Berlanga. Der Film wurde für den Oscar als bester internationaler Film nominiert und nahm 1962 an den Filmfestspielen von Cannes teil.

## Handlung
In einer kleinen Provinzstadt liebt es eine Gruppe „frommer“ Frauen, demonstrativ Nächstenliebe zu üben. Sie organisieren eine Weihnachtsaktion unter dem Motto „Gib einem armen Mann zu essen“. Um die Aktion zu unterstützen, wird das Sponsoring einer Topfmarke gesucht und eine Gruppe zweitklassiger Künstler eingeladen. Die Künstler reisen extra aus der Hauptstadt an und werden am Bahnhof begeistert empfangen. Der humanitäre Tag endet mit einer farbenfrohen Parade, einer öffentlichen Versteigerung der Gäste und einer dramatischen Radiosendung.
Quintanilla, der mit der Organisation der aufwendigen Veranstaltung betraut ist, hat für diesen Anlass Plácido engagiert, einen armen Mann, der sein gerade erworbenes und noch nicht abbezahltes Motorrad benutzen muss. Die hektische Betriebsamkeit, in die Plácido gerät, macht es ihm unmöglich, die erste Rate für das Motorrad rechtzeitig zu bezahlen. Von nun an versucht Placido mit allen Mitteln, eine Lösung für sein Problem zu finden, denn das Auto ist sein Lebensunterhalt. Er wird jedoch von einem Ort zum anderen gebracht und in eine Reihe unerwarteter Zwischenfälle verwickelt, darunter eine Verwechslungskomödie mit einem älteren Bettler mit Herzproblemen.
Der Film ist ein Wettlauf gegen die Zeit, um das Geld vor Ablauf der Frist zu erhalten. Berlangas Sozialsatire macht sich über reiche Leute lustig, die versuchen, ihr Gewissen zu beruhigen, indem sie einem armen Menschen einen Tag lang helfen. Wir sehen, wie sie sich vor den Armen ekeln, wie sie darüber debattieren, ob es besser sei, einen Menschen von der Straße oder einen alten Armen zu nehmen, und wie sie „ihren“ Armen vor ihren Freunden vorführen, als wäre er ein Besitz. Berlanga macht sich auch über Schauspieler lustig, die sich mehr um Fotos kümmern, die sie als Wohltäter erscheinen lassen, als um das, was sie tatsächlich tun.

## Produktion
Der Film geht auf eine Kampagne des Franco-Regimes zurück, die unter dem Motto „Setz einen Armen an Deinen Tisch“ ein Gefühl der christlichen Nächstenliebe gegenüber den Unterprivilegierten der Gesellschaft fördern sollte. Dahinter verbarg sich jedoch, wie Berlanga zeigt, ein Mittel zur Beruhigung des bürgerlichen Gewissens – ein Gefühl, das heute durch die „Solidaritätstelefone zu Weihnachten“ angesprochen wird, Programme, die Berlanga allerdings verabscheut. Ursprünglich ging es um ein Weihnachtsbankett, zu dem die Reichen die Armen einluden; die einen aßen Hühnerbrust, die anderen Flügel.
Während Berlanga an dem Drehbuch bastelte, stieß Rafael Azcona (neben José Luis Colina, José Luis Font und Berlanga einer der Co-Autoren des Films) zu dem Projekt. Azcona musste während der Entwicklung des Drehbuchs nach Rom reisen, um sich mit den Werken Zavattinis vertraut zu machen, da er zu dieser Zeit mit verschiedenen italienischen Regisseuren zusammenarbeitete.
Das Drehbuch trug ursprünglich den Titel "Seat a Poor Person at Your Table" (Setzt eine arme Person an euren Tisch), wurde aber in letzter Minute aufgrund von Zensurproblemen geändert und schließlich nach der männlichen Hauptfigur benannt.
Die Dreharbeiten fanden an Sets in Manresa statt, wobei Berlanga versuchte, natürliche Innenräume einzufangen. Allerdings gewährten keine wohlhabenden Personen Zutritt, mit Ausnahme eines katalanischen Regisseurs, eines Freundes von Berlanga, der das Esszimmer seines Hauses in Barcelona zur Verfügung stellte.

## Kritiken
Víctor Erice bemerkte: „Das eigentliche Ziel des Films ist es, die Unvermittelbarkeit der Menschen zu zeigen. Für mich ist Berlanga im Grunde ein Romantiker“, während López Vázquez feststellte: „Berlangas Filme sind grotesk und spiegeln nicht nur das Spanien seiner Zeit wider, sondern das ewige Spanien“.
Der Kritiker von El País, Miguel Ángel Palomo, bezeichnete den Film als „Berlangas großes Meisterwerk, nicht nur eine makellose Sittenkomödie, sondern auch ein erschütterndes Gesellschaftsporträt“.
Umstritten war der Film bei seinem Erscheinen wegen des Schlussliedes, in dem es heißt: „Mutter, vor der Tür steht ein Kind, das in der Kälte schreit. Sag ihm, er soll reinkommen und sich wärmen, denn in diesem Land ist die Nächstenliebe Mangelware, war sie immer und wird sie vielleicht immer sein“.
Plácido hat eine Bewertung von 100 % auf der Website Rotten Tomatoes, basierend auf 6 Rezensionen und einer durchschnittlichen Bewertung von 9/10.

## Auszeichnungen
| Auszeichnung                             | Jahr | Kategorie                      | Empfänger               | Resultat  |
| ---------------------------------------- | ---- | ------------------------------ | ----------------------- | --------- |
| Oscar                                    | 1962 | Bester Fremdsprachiger Film    | Plácido                 | Nominiert |
| Internationale Filmfestspiele von Cannes | 1962 | Goldene Palme                  | Plácido                 | Nominiert |
| Cinema Writers Circle Awards             | 1961 | Bester Film                    | Plácido                 | Gewonnen  |
| Cinema Writers Circle Awards             | 1961 | Bester Regisseur               | Luis García Berlanga    | Gewonnen  |
| National Syndicate of Spectacle          | 1961 | Bester Nebendarsteller         | Manuel Alexandre        | Gewonnen  |
| National Syndicate of Spectacle          | 1961 | Bester Film                    | Plácido                 | 4er Platz |
| Sant Jordi Awards                        | 1962 | Bester Film                    | Plácido                 | Gewonnen  |
| Sant Jordi Awards                        | 1962 | Bester Spanischer Schauspieler | José Luis López Vázquez | Gewonnen  |
| Sant Jordi Awards                        | 1962 | Bester Spanischer Regisseur    | Luis García Berlanga    | Gewonnen  |